# Pisania solomonensis
Pisania solomonensis is een slakkensoort uit de familie van de Buccinidae. De wetenschappelijke naam van de soort is voor het eerst geldig gepubliceerd in 1876 door E.A. Smith.